# Paltin, Sibiu
Paltin este un sat în comuna Boița din județul Sibiu, Transilvania, România. Se află în partea de sud a județului,  în Munții Lotrului.